# Bernardo (Texas)
Bernardo è una comunità non incorporata degli Stati Uniti d'America della contea di Colorado nello Stato del Texas.

## Geografia fisica
Bernardo si trova all'incrocio tra la Farm Road 949 e la Bernardo Road, sulla riva sud del fiume San Bernard, dodici miglia a nord-est di Columbus, nella contea di Colorado.

## Storia
I primi coloni furono immigranti tedeschi che vennero nel Texas intorno al 1845 come coloni dell'Adelsverein e furono seguiti da altri tedeschi. Preferivano rimanere dove un buon numero di tedeschi si era stabilito e dove le condizioni di frontiera non erano così difficili come nella concessione di terre di Fisher-Miller nel Texas centro-occidentale, l'area designata per la colonizzazione. Bernardo era originariamente conosciuta come Bernardo Prairie a causa del terreno locale. In precedenza era anche chiamata Braden; parecchie famiglie con quel nome erano tra i primi coloni. La comunità era sulla strada principale da Houston verso le città e gli insediamenti interni. Durante la guerra civile americana servì da discarica per il cotone trasportato in Messico. Tuttavia, non divenne mai un grande insediamento, ma rimase una comunità agricola e dell'allevamento con case sparse e fattorie.
Bernardo aveva un proprio ufficio postale dal 1898 al 1917. Già nel 1872 esisteva una scuola cattolica locale, gestita dalle Suore della Divina Provvidenza. Nel 1911 fu fusa con la scuola cattolica di Mentz, che fu a sua volta rimpiazzata da una scuola pubblica che in seguito divenne parte del Columbus Independent School District. Nel 1986 Bernardo aveva un negozio e un corpo dei vigili del fuoco volontario ed era un distretto di voto con 187 elettori registrati. Alcuni discendenti dei coloni originari vivevano ancora nella zona, anche se la terra veniva acquistata da persone provenienti da Houston e dalle aree circostanti. Nel 1990 la popolazione era di 155 abitanti. La cifra della popolazione rimase la stessa nel 2000.